# Оукем (Массачусетс)
Оукем (англ. Oakham) — місто (англ. town) в США, в окрузі Вустер штату Массачусетс. Населення — 1851 особа (2020).

## Демографія
Згідно з переписом 2010 року, у місті мешкали 1902 особи в 685 домогосподарствах у складі 546 родин. Було 711 помешкання
Расовий склад населення:
| - 97,6 % — білих - 0,6 % — чорних або афроамериканців - 0,4 % — азіатів - 0,1 % — вихідців з тихоокеанських островів |

До двох чи більше рас належало 1,1 %. Частка іспаномовних становила 2,4 % від усіх жителів.
За віковим діапазоном населення розподілялося таким чином: 22,1 % — особи молодші 18 років, 68,1 % — особи у віці 18—64 років, 9,8 % — особи у віці 65 років та старші. Медіана віку мешканця становила 43,7 року. На 100 осіб жіночої статі у місті припадало 100,8 чоловіків;  на 100 жінок у віці від 18 років та старших — 101,8 чоловіків також старших 18 років.
Середній дохід на одне домашнє господарство  становив 94 425 доларів США (медіана — 85 938), а середній дохід на одну сім'ю — 104 407 доларів (медіана — 95 391). Медіана доходів становила 56 181 долар для чоловіків та 51 563 долари для жінок. За межею бідності перебувало 3,8 % осіб, у тому числі 0,0 % дітей у віці до 18 років та 2,8 % осіб у віці 65 років та старших.
Цивільне працевлаштоване населення становило 1035 осіб. Основні галузі зайнятості: освіта, охорона здоров'я та соціальна допомога — 29,1 %, науковці, спеціалісти, менеджери — 11,1 %, будівництво — 10,1 %.